# Chun-Yah
Chun-Yah är en ort i Mexiko.   Den ligger i kommunen Felipe Carrillo Puerto och delstaten Quintana Roo, i den östra delen av landet, 1 200 km öster om huvudstaden Mexico City. Chun-Yah ligger 15 meter över havet och antalet invånare är 780.
Terrängen runt Chun-Yah är mycket platt. Runt Chun-Yah är det mycket glesbefolkat, med 4 invånare per kvadratkilometer. Chun-Yah är det största samhället i trakten. I omgivningarna runt Chun-Yah växer i huvudsak städsegrön lövskog.